# Albert Costa
Albert Costa (n. 25 iunie 1975, Lleida, Catalonia, Spania) este un jucător de tenis spaniol, medaliat olimpic. A participat la 2 ediții ale Jocurilor Olimpice (1996, 2000) în care a câștigat o medalie de bronz.